# Kogelrond netwatje
Het kogelrond netwatje (Arcyria globosa) is een slijmzwam uit de familie Trichiidae. Het leeft saprotroof vruchten van de kastanje (Castanea).

## Verspreiding
Het komt voor in Europa en Noord-Amerika. Sporadisch is het ook hierbuiten waargenomen. In Nederland komt het zeer zeldzaam voor.